# Алеппо (аэропорт)
Международный аэропорт Алеппо (араб.  مطار حلب الدولي‎)  —  международный аэропорт, расположенный в пригороде города Алеппо, Сирия.

## История
Аэропорт был образован в начале XX века и после этого постоянно совершенствовался. В 1999 году был открыт современный терминал. 

В ходе гражданской войны аэропорт приостанавливал свою работу с декабря 2012 года до 22 января 2014 года.

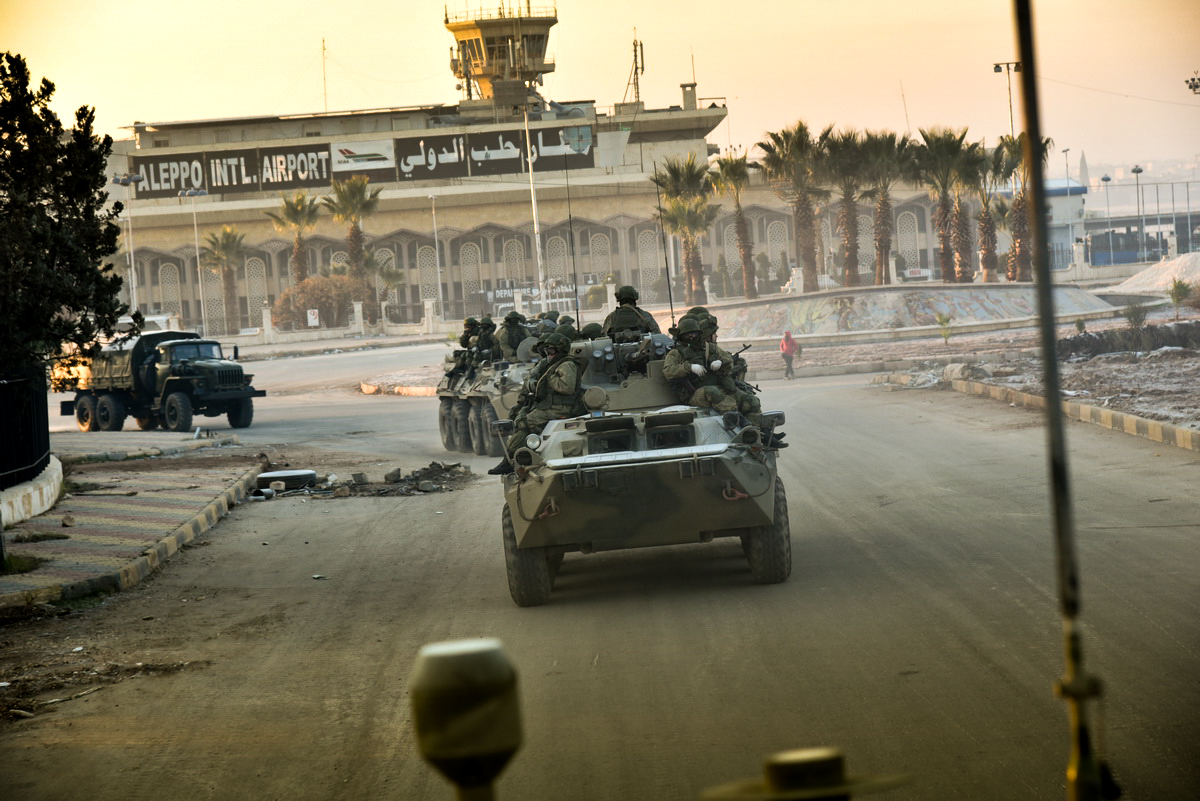
Вооружённые силы Российской Федерации в аэропорту Алеппо, 2016 г.

22 декабря 2016 года аэропорт снова открылся для работы.
В 2023 и 2024 годах, на фоне войны в Газе, по аэропорту неоднократно наносились удары со стороны Израиля с целью не допустить поставки оружия из Ирана для членов Хезболлы.
В конце ноября 2024 года, в ходе наступления повстанцев на северо-западе страны, аэропорт перешёл под контроль сирийской оппозиции.

## Военная база
Здесь же расположилась военная авиабаза Найраб ВВС Сирии, с дислоцией самолётов МиГ-23. Так же по некоторым данным через аэропорт осуществлялось снабжение военной техникой из России и Ирана в 2013 году. 
В 2024 году, когда в ходе наступления аэропорт заняли силы сирийской оппозиции, им достались самолёты L-39 Albatros и множество другой военной техники.